# Lusitanops
Lusitanops is een geslacht van weekdieren uit de klasse van de Gastropoda (slakken).

## Soorten
- Lusitanops blanchardi (Dautzenberg & Fischer, 1896)
- Lusitanops bullioides (Sykes, 1906)
- Lusitanops cingulatus Bouchet & Warén, 1980
- Lusitanops dictyota Sysoev, 1997
- Lusitanops expansus (Sars G. O., 1878)
- Lusitanops hyaloides (Dautzenberg, 1925)
- Lusitanops lusitanicus (Sykes, 1906)
- Lusitanops macrapex Bouchet & Warén, 1980
- Lusitanops sigmoideus Bouchet & Warén, 1980